# Áron Tamási
Áron Tamási (n. 1897, Lupeni, comitatul Odorhei, Imperiul Austro-Ungar, - d. 1966, Budapesta, Republica Populară Ungară) a fost un scriitor maghiar secui.

## Biografie
S-a născut în satul Lupeni, în Secuime, numele lui la naștere fiind János Tamás. Tatăl lui a fost Dénes Tamás, un agricultor (țăran), iar mama lui Márta Fancsali. În anul 1904 a învățat în școala elementară din Lupeni (Farkaslaka). Din 1910 a frecventat cursurile Liceului Romano-Catolic din Odorheiu Secuiesc. În anul 1916 a fost recrutat în armata austro-ungară. În anul 1917 a susținut bacalaureatul militar (hadiérettségi) la Alba Iulia.
Deoarece nu a vrut să trăiască viața strămoșilor lui țărani, în anul 1918 s-a înscris la facultatea de drept a Universității Maghiare Regale ”Ferenc József" din Cluj. În anul 1921 a terminat studiile universitare, după care a urmărit cursurile Academiei de Comerț, pe care absolvit-o în anul 1922. În acea vreme și-a schimbat numele din János Tamás în Áron Tamási. După terminarea studiilor, el a muncit ca funcționar bancar în Cluj, iar apoi în Brașov.
După încetarea Primului Război Mondial, a rămas, împreună cu familia lui, în Transilvania, care, conform tratatului de la Trianon, a devenit partea Regatului Român. În luna iulie a anului 1923, când avea 26 de ani, a emigrat în Statele Unite ale Americii, unde a lucrat în bănci. În acea vreme a început cariera lui de scriitor, câștigând concursul de nuvele al Ziarului de Est (Keleti Újság) din Cluj, cu nuvela Tamás Szász, păganul (Szász Tamás, a pogány). Primul volum de nuvele al lui (Lélekindulás) a fost inspirat de cântecele și baladele populare secuiești. A trimis manuscrisul din SUA la editura din Cluj, iar volumul a apărut în 1925. În perioada 1923 - 1925 a trăit în orașul New York, de unde s-a mutat la orașul Gary din statul Indiana, iar apoi la orășelul Welch din Virgina de Vest. De aici s-a mutat acasă la Cluj în luna mai a anului 1926, devenind unul dintre cei mai populari scriitori maghiari din Ardeal.
În perioada interbelică a scris mai multe volume de nuvele. Apoi a apărut romanul Címeresek, în care descrie viața din Ardeal, după care apare și opera lui principală: trilogia Ábel: romanele Ábel în pădure, Ábel în țară, și Ábel în America.
Între anii 1926 și 1944 a locuit în Cluj, lucrând la revistele Ziarul (Az Ujság) și Opoziție (Ellenzék). În 1926 s-a căsătorit cu Erzsébet Haliker, dar n-au avut copii. A fost unul dintre fondatorii revistei literare Helikon din Ardeal (Erdélyi Helikon). Din 1933 are o rubrică proprie în Revista Brașoveană (Brassói Lapok), cu titlul Vorbă curată (Tiszta beszéd). În 1936 încearcă, prin seria de articole intitulată Tineret activ (Cselekvő ifjúság), să înnoiască "gândul ardelean”. În această perioadă a cucerit de mai multe ori (1929, 1930, 1933, 1943) premiul Baumgarten, iar în 1940 a primit coroana Corvin (Corvin-koszorú).
După Dictatul de la Viena, Regatul Ungariei primește nordul Transilvaniei, Tamási începând să participe activ și în viața literară din Ungaria. În 1943 a luat cuvântul la întâlnirea scriitorilor de la Lillafüred. Între anii 1943 și 1949 a fost membru corespondent al Academiei Ungare de Științe. În 1944 se mută cu soția lui la Budapesta.
După război a rămas în Ungaria, iar în urma alegerilor parlamentare din 1945 a devenit deputat, în culorile Partidului Național Țărănesc din Ungaria. I s-a oferit de două ori să fie ministrul religiei și al învâțământului din Ungaria, dar a refuzat de tot atâtea ori. A avut un singur mandat în parlament.
În perioada 1949 - 1953, a fost aproape îndepărtat din viața literară, în acea vreme scriind mai ales piese de teatru de păpuși, fiind exclus și de la Academia Ungară de Științe. În urma relaxării de după decesul lui Stalin, în 1954 a devenit membru al consiliului național al Frontului Popular Patriotic. A fost lăsat din nou să scrie articole și narațiuni, a primit și premiul Kossuth. În perioada 1956-1957 a fost președintele asociat al Uniunii Scriitorilor Maghiari. Din 1963 a fost membrul prezidiului Consiliului Național de Pace.

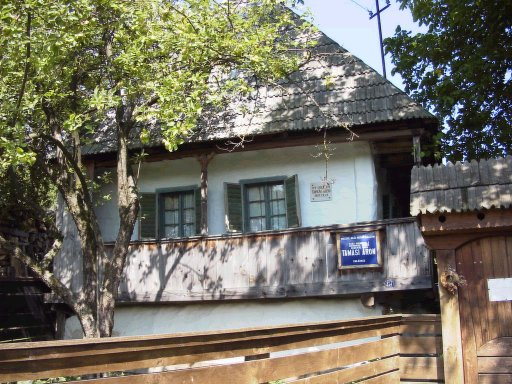
Casa în care s-a născut Áron Tamási (Lupeni, județul Harghita)

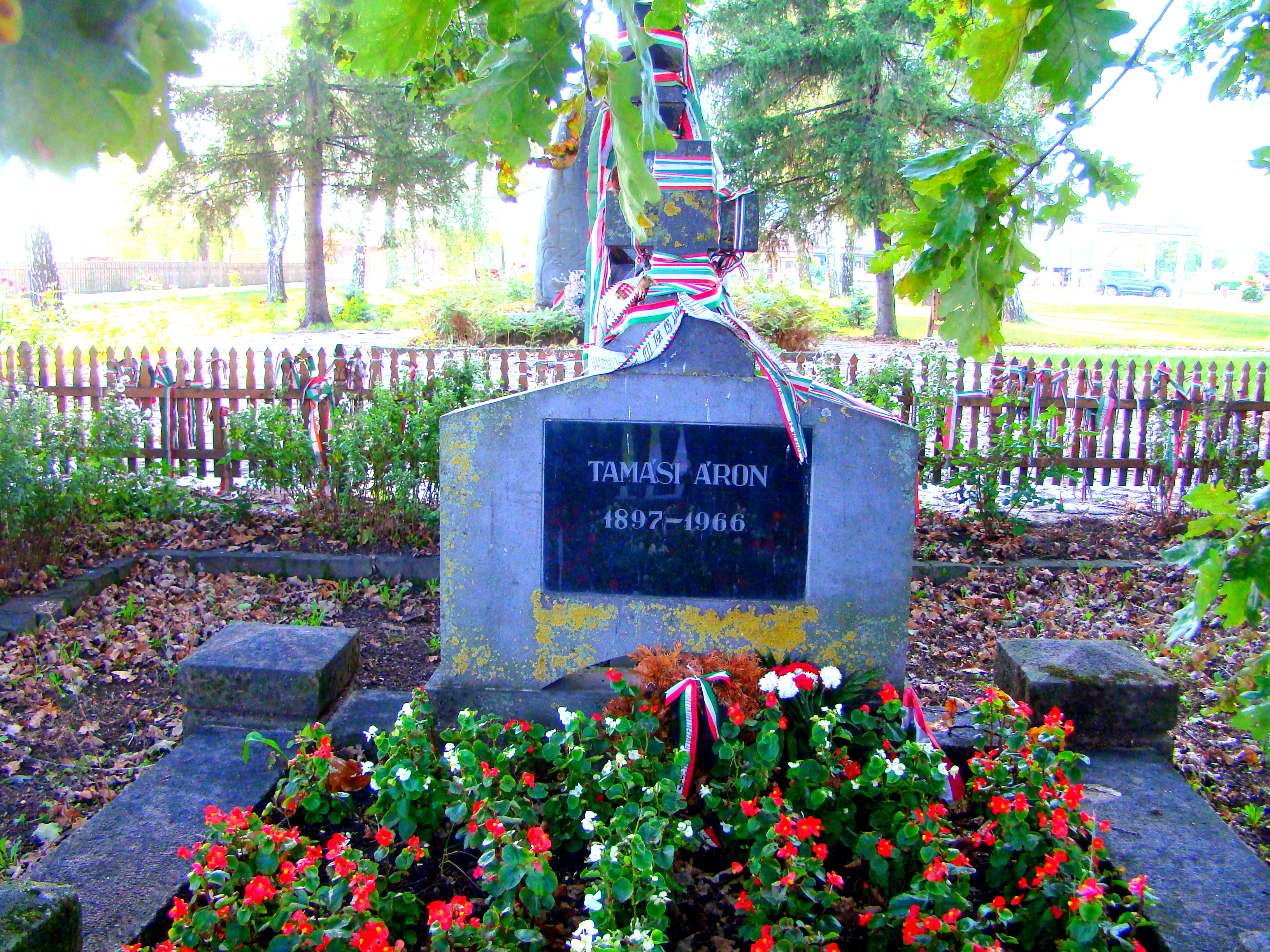
Mormântul lui Tamási, în satul Lupeni

Áron Tamási a decedat la data de 26. mai 1966, la Budapesta. Conform dorinței lui, scriitorul a fost înmormântat în satul lui, la Lupeni, în Republica Socialistă România. Este membru postum al Academiei Literare Digitale Ungare.

## Opera
- Tamás Szász, păganul - Cluj 1922
- Lélekindulás - Cluj 1925
- Szűzmáriás királyfi - 1928
- Stelele Transilvaniei - 1929
- Címeresek - Cluj 1931
- Lume nejustă - Cluj, 1931
- Ábel în pădure - Cluj 1932
- Ábel în țară - Cluj 1934
- Ábel în America - Cluj 1934
- Pasărea cântătoare - Budapesta 1934
- Muguri și speranță - Budapesta 1935
- Jégtörő Mátyás - Cluj 1936
- Strălucitorul Jeromos - Cluj 1936
- Strălucește o stea - Cluj 1937
- Primejdie Mondială - Budapesta 1938
- Trandafirii lui Magyari - Budapesta 1941
- Suflet viteaz - Budapesta 1941
- Curcubeu înșelător - Budapesta 1942
- Toate nuvelele lui - Budapesta 1942
- Priveghere - Budapesta 1943
- Pomul de flăcăi înflorește - Budapesta 1944
- Hullámzó vőlegény - Budapesta 1947
- Creangă verde - Budapesta 1948
- Leagăn și bufnița - Budapesta 1953
- Oglinda de acasă - Budapesta 1956
- Szirom és Boly - Budapesta 1960
- Játszi remény - Budapesta 1961
- Gloata încăpățânată - Budapesta 1962
- Floarea de șapte culori - Budapesta 1963